# Siedlung von Townhead
Die neolithische Siedlung von Townhead lag unter dem modernen Friedhof und der angrenzenden St. Mary’s Chapel am südlichen Stadtrand von Rothesay, parallel mit der Westseite der Straße, die von Rothesay nach Kingarth in Argyll and Bute in Schottland führt. 
In den 1910er und 1920er Jahren wurden auf dem Gelände eine Reihe von Funden gemacht. Eine polierte Steinaxt und eine Handmühle mit Reibstein befinden sich im örtlichen Museum. Die Keramikfunde bestehen aus neolithischer Rinyo I (Rinyo-Clacton), Skara Brae und Beacharra Waren. Keramik, die an den Abingdon Stil im südlichen Großbritannien erinnert, wurde vom Ausgräber als Rothesay ware bezeichnet. Die Scherben der Rothesay ware waren mit Haselnussschalen, Holzkohle und Knochenfragmenten verbunden. Laut J. G. Scott datiert die C14-Methode diese Funde auf etwa 2120 v. Chr. 
Feuerstellen und Reste flacher Gräben wurden in einer stillgelegten Kiesgrube gefunden. Bei Ausgrabungen im Jahre 1929 wurden mehrere Pfostenlöcher gefunden.
Ein paar hundert Meter entfernt liegen die Reste von St. Marys Holy Well.